# Стрелки (Свердловская область)
Стрелки — посёлок в Шалинском районе Свердловской области России. Входит в Шалинский муниципальный округ.
Ранее посёлок входил в состав Чусовского сельсовета Шалинского района.

## География
Посёлок Стрелки расположен в 35 километрах к востоко-северо-востоку от посёлка Шаля (в 42 километрах по дорогам), на правом берегу реки Чусовой. Автомобильного моста через Чусовую нет, а брод возможен только в малую воду. В трёх километрах к юго-западу от посёлка расположено село Чусовое.

## Население
| 2002 | 2010 |
| ---- | ---- |
| 0    | →0   |